# Свобода (Салаватский район)
Своб́ода (баш. Свобода) — деревня в Салаватском районе Республики Башкортостан Российской Федерации. Входит в состав Терменевского сельсовета. 

## География

### Географическое положение
Расстояние до:
- районного центра (Малояз): 55 км,
- центра сельсовета (Терменево): 3 км,
- ближайшей ж/д станции (Мурсалимкино): 4 км.

## Население
| 2002 | 2009 | 2010 |
| ---- | ---- | ---- |
| 113  | ↗117 | ↘102 |

### Национальный состав
Согласно переписи 2002 года, преобладающая национальность — башкиры (97 %).